# 馬厳
馬 厳（馬嚴、ば げん、17年 - 98年）は、後漢の外戚。字は威卿。本貫は右扶風茂陵県。馬援の次兄の馬余の子にあたる。

## 経歴
王莽のときに揚州牧をつとめた馬余の子として生まれたが、幼くして父を失った。撃剣を好み、騎射を学んだ。平原郡の楊太伯のもとで学問の講義を受け、『春秋左氏伝』に通じるようになった。郡に仕えて督郵となり、叔父の馬援と相談して物事を決め、馬家の事務を任された。馬援の死後、馬厳は弟の馬敦とともに郷里に帰り、鉅下に住んで、「鉅下の二卿」と称された。
明徳馬皇后が立てられると、馬厳は門戸を閉ざして人づきあいを避けたが、なおもご機嫌取りが現れるため、辺境の北地郡に移住し、賓客を絶った。72年（永平15年）、皇后の命により洛陽に移住した。明帝が召し出すと、馬厳の応答は風流で上品だったため、勅命により仁寿闥に留まり、校書郎の杜撫や班固らとともに『建武註記』を編纂した。臨邑侯劉復らとともに政事を論議し、明帝に重用された。後に将軍長史に任じられ、北軍の5校士と羽林禁兵3000人を率いて、西河郡美稷県に駐屯した。南匈奴の湖邪尸逐侯鞮単于を護衛し、将軍と同等に扱われた。
章帝が即位すると、洛陽に召還されて侍御史中丞に任じられた、この冬、日食の災異があったことから、馬厳は益州刺史の朱酺や揚州刺史の倪説や涼州刺史の尹業らを弾劾する上奏をおこなった。章帝は馬厳の言を聞き入れて朱酺らを免官した。
76年（建初元年）、五官中郎将に転じた。五官中郎将のまま長楽衛尉の事務を代行した。77年（建初2年）、陳留太守に任じられた。賞罰を明確にし、犯罪を暴いて摘発した。陳留郡にあること4年、宗正の劉軼や少府の丁鴻らと癒着したとして罪に問われ、洛陽に召還されて太中大夫に任じられた。十数日後に将作大匠に転じた。82年（建初7年）、事件により罪に問われて免官された。以後は竇氏に忌避されて、官位に復帰することはなかった。章帝が死去し、竇太后が臨朝称制すると、馬厳は邸に引きこもって、子孫の教育に専念した。98年（永元10年）、家で死去した。享年は82。

## 子女
- 馬固
- 馬伉
- 馬歆
- 馬鱄
- 馬融
- 馬留
- 馬続[4]

## 伝記資料
- 『後漢書』巻24 列伝第14